# Мадраїмов Турдибай
Турдибай (Дурдибай) Мадраїмов (1909, кишлак Шурахач, тепер Турткульського району, Республіка Каракалпакстан, Узбекистан — ?) — радянський узбецький діяч, голова колгоспу імені Жданова Турткульського району Каракалпацької АРСР. Депутат Верховної ради СРСР 2-го скликання.

## Життєпис
Народився в селянській родині. З дитячих років працював у господарстві батька в селищі Шурахан. Закінчив сільську початкову школу.
У 1929—1931 роках — секретар наймицького комітету Ленінабадської аульної ради Турткульського району Каракалпацької АРСР.
З 1931 року навчався в Турткульському сільськогосподарському технікумі Каракалпацької АРСР.
Після закінчення технікуму до 1945 року працював агрономом у колгоспах Каракалпацької АРСР.
З 1945 року — голова правління колгоспу «Облік» (імені Жданова) Турткульського району Каракалпацької АРСР.

## Нагороди
- медаль «За трудову відзнаку»
- медалі
- Почесна грамота Верховної ради Узбецької РСР
- Почесна грамота Верховної ради Каракалпацької АРСР